# La Cambe
La Cambe – miejscowość i gmina we Francji, w regionie Normandia, w departamencie Calvados.
Według danych na rok 2009 gminę zamieszkiwało 640 osób, a gęstość zaludnienia wynosiła 57 osób/km².